# Jerry Carl
Jerry Lee Carl Jr. (Mobile, Alabama, 17 de junio de 1958) es un empresario y político estadounidense que se desempeña como representante de los Estados Unidos por el 1.º distrito congresional de Alabama desde 2021. Miembro del Partido Republicano, fue comisionado del condado de Mobile entre 2012 y 2020.
Anunció su candidatura en 2019 luego de que el titular Bradley Byrne anunciara su retiro para postularse al Senado de los Estados Unidos.

## Biografía

### Educación y carrera
En 1977, se graduó de la escuela secundaria de Sylacauga y más tarde de la Lake City Community College, en Florida.

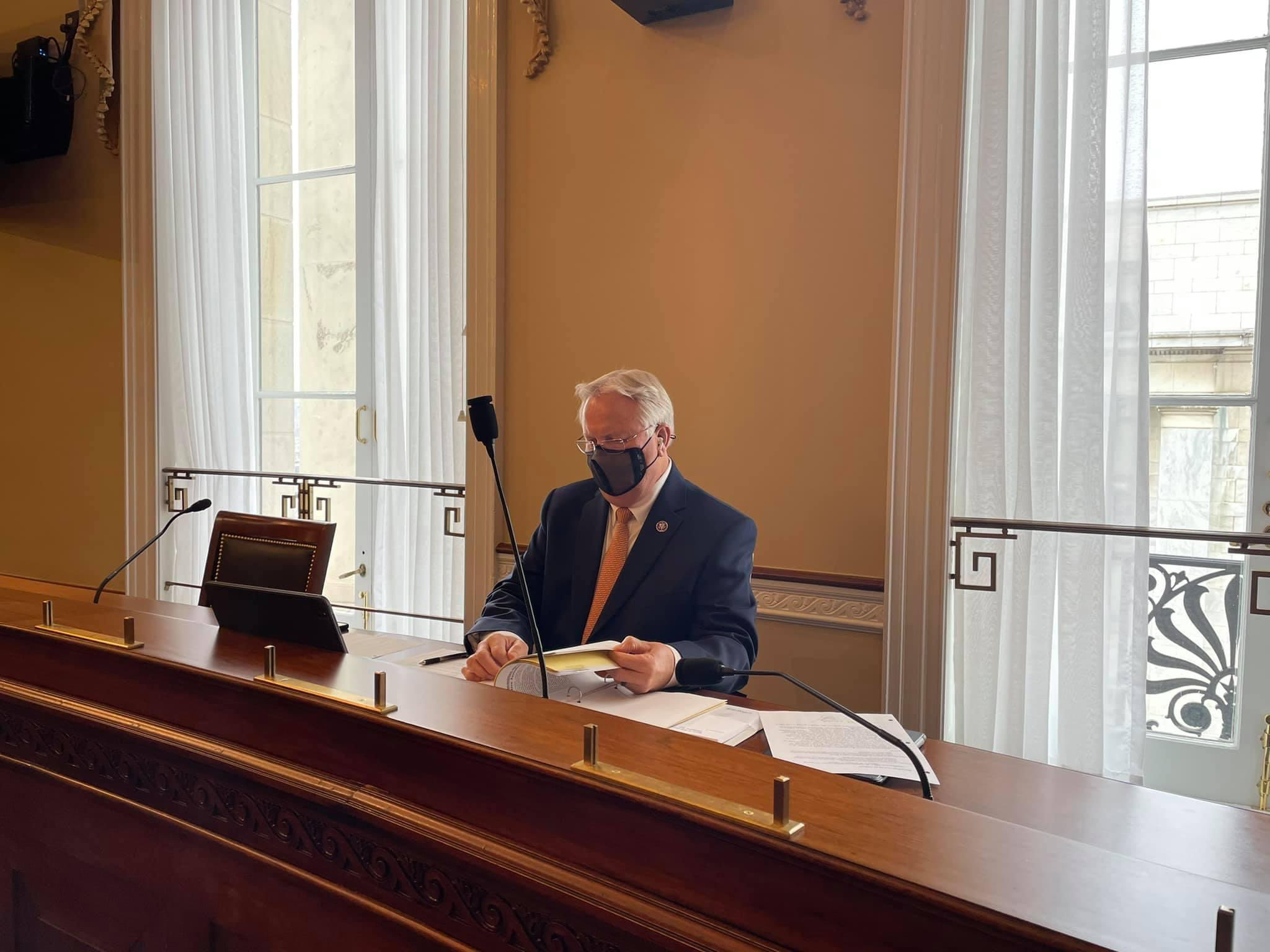
Carl durante una reunión del Comité de Recursos Naturales de la Cámara. Febrero de 2021

Fundó y trabajó en empresas especializadas en equipos de atención médica y farmacéutica, así como también en bienes raíces. Su primer empleo fue en Alabama Power, una compañía que abastece de suministro eléctrico al sur de Alabama. Hasta 1989 trabajó en la Compañía Burford Equipment y en 1997, empezó a formar parte de Westside Development. En 2002, creó el grupo administrativo de Carl y Asociados y en 2009, fundó Cricket & Butterfly, una empresa maderera.
Entre 2012 y 2020, fue comisionado del condado de Mobile. Ganó las elecciones el 6 de noviembre de 2012 ante el demócrata Terrence Burrell con el 71,3 % de los votos. En las primarias republicanas, derrotó al entonces titular Mike Dean.
Desde 2021, representa al 1.º distrito congresional de Alabama en la Cámara de Representantes de los Estados Unidos, habiendo ganado las elecciones en noviembre de 2020. Derrotó al candidato demócrata James Averhart al conseguir el 64,4 % de los votos. Fue respaldado por Bradley Byrne, entonces titular del distrito; Chris Pingle, miembro de la Cámara de Representantes de Alabama y candidato en las primarias republicanas; y por la Cámara de Comercio de los Estados Unidos.

### Vida personal
Está casado con Tina Carl, oriunda de Mobile, con quien tiene 3 hijos. Es diácono de Luke 4:18, una iglesia recientemente fundada.